# Diane de Maufrigneuse

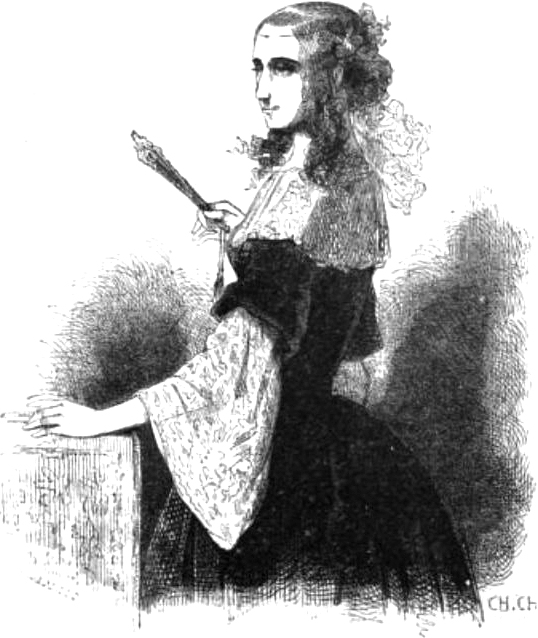

Diane de Maufrigneuse, nascida de’Uxelle em 1796, é uma personagem da Comédia Humana  de Honoré de Balzac.
É uma devoradora de fortunas, que reina sobre toda a Paris depois da saída da viscondessa de Beauséant. Ela será substituída neste papel pela marquesa d'Espard.
Personalidade influente, que está presente em inúmeros romances, suas aparições são sempre um fenômeno devastador, notadamente em Le Cabinet des Antiques, em que ela se apresenta disfarçada de homem para tirar Victurnien d'Esgrignon de um caso difícil. Sua toilette determina a moda em bailes e salões.
Foi amante de vários personagens importantes da Comédia, como Lucien de Rubempré, Daniel d'Arthez e Eugène de Rastignac.
Diane de Maufrigneuse se tornará posteriormente princesa de Cadignan, depois que seu marido, o duque de Maufrigneuse, recuperar o título de seu pai.